# Centre hospitalier régional et universitaire de Nancy

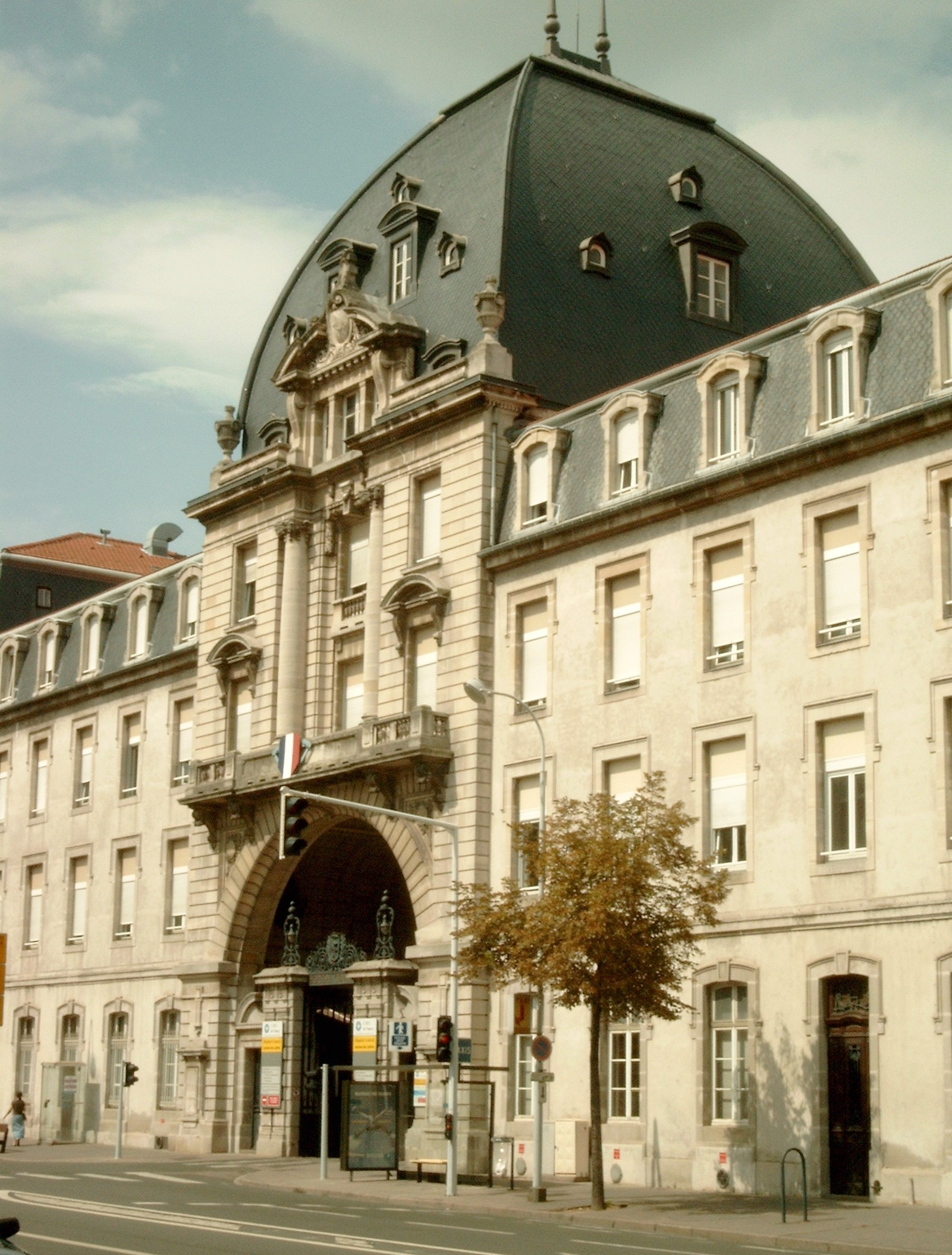
Entrée de la cour d'honneur de l'hôpital central.

Le centre hospitalier régional universitaire de Nancy, couramment abrégé CHU ou CHRU, est un centre hospitalier universitaire situé dans l'agglomération de Nancy, en Lorraine. Il emploie 9 000 personnes au total.
Il comporte de nombreux sites dont beaucoup sont dispersés dans la ville de Nancy (site de la Maternité Régionale, site de l'Hôpital Central, site de Saint-Julien, Centre Emile Gallé). Une part importante de l'activité est cependant localisée sur le site de Brabois sur 4 bâtiments principaux. L'établissement est en cours de restructuration importante depuis 2010, avec une réduction importante du nombre de lits et des actions importantes d'accroissement de la productivité. Il est un des plus gros établissement hospitalier de France. Le schéma directeur immobilier du CHRU de Nancy prévoit un regroupement de toutes ses activités MCO sur le site de Brabois.

## Historique
Le CHRU de Nancy est l'héritier direct de l'Hôtel-Dieu créé au XIIe siècle devenu hôpital Saint-Julien au XIVe siècle par la volonté des Ducs de Lorraine.
L'hôpital central a été édifié au XIXe et constamment modernisé depuis.
L'hôpital de Nancy-Brabois date des années 1970 et reste depuis en extension constante. Il a été inauguré en 1973 par Pierre Messmer, alors 1er ministre. La barre principale de Brabois (type hôpital-bloc), et la Tour Drouet qui lui est adjacente ont été complétées par l'Hopital d'Enfants en 1982, inauguré en 1982 par Jack Ralite alors ministre de la santé. Plus récemment le site été complété par des bâtiments du type monospace hospitalier : l'Institut Louis Mathieu (2008), par le bâtiment Philippe Canton (2010) et par le nouveau laboratoire (2019) construit en lieu et place de la tour Drouet.

Carte du site de Brabois avec les aménagements successifs.

La Maternité Régionale Universitaire a fusionné avec le CHU de Nancy en 2013, donnant naissance au CHRU de Nancy. Le Centre Emile Gallé a été inclus dans le giron du CHRU en 2015. Le projet du CHRU dans les années à venir est de regrouper toutes ses activités sur le site de Brabois .

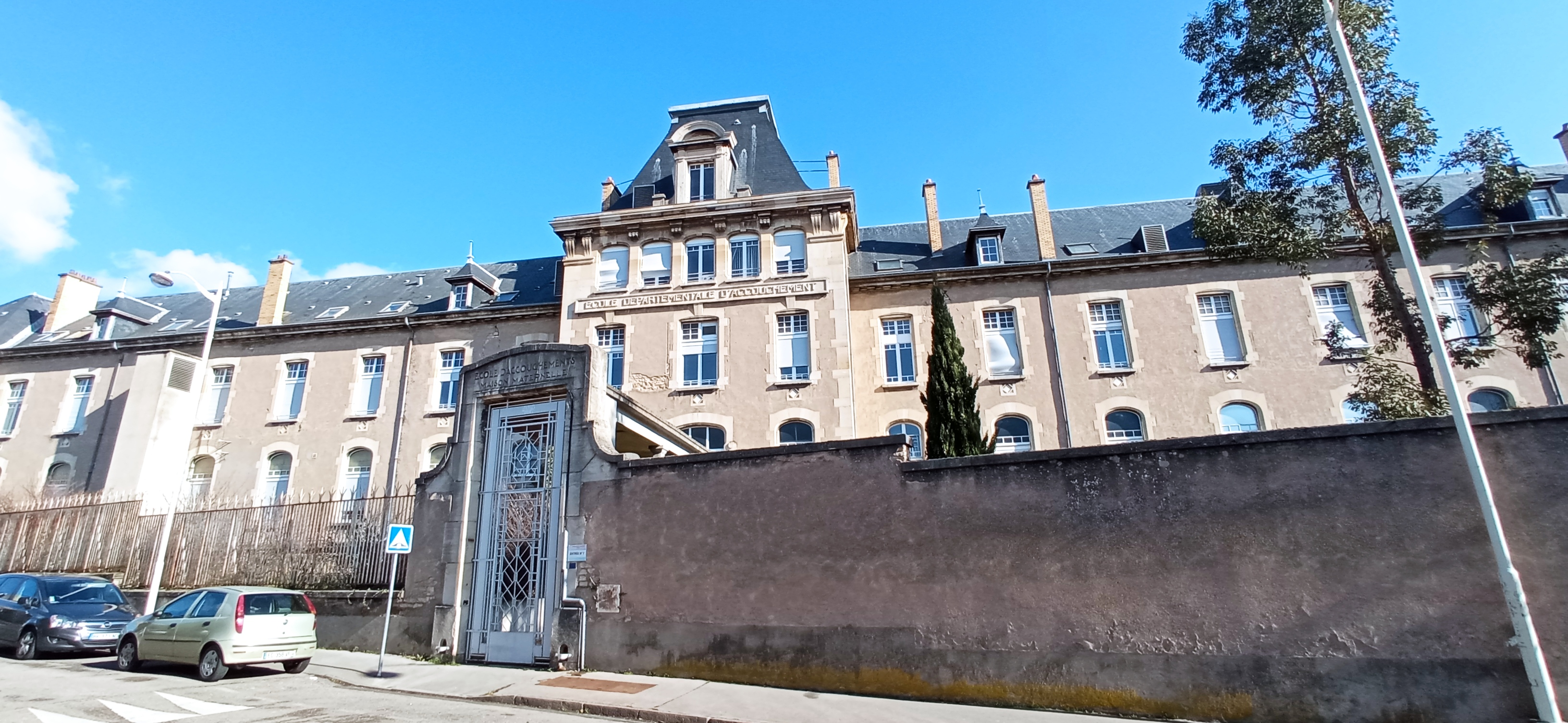
Maternité depuis la rue Liébeault.

Il a fait l'objet d'un rapport de la Chambre régionale des comptes en juin 2010 et de plusieurs missions d'inspection de l'IGAS. 
Le CHRU de Nancy est reconnu comme un établissement d'excellence médicale, certifié B par la HAS en Avril 2017 et régulièrement cité dans le TOP 10 des établissements hospitaliers publics du Magazine le Point.
L'Agence régionale de santé du Grand Est confirme en avril 2020, en pleine pandémie de Covid-19, la suppression de 598 emplois et de 174 lits au CHRU de Nancy.
En 2021, le CHRU de Nancy est l'un des membres fondateurs institutionnels de la Fondation ID+ Lorraine, ayant pour but de développer l’excellence scientifique en Lorraine.

## Hôpitaux du CHRU
- Hôpital Central (Nancy) 48° 41′ 04″ N, 6° 11′ 30″ E
- Hôpital de Nancy-Brabois (technopôle de Nancy-Brabois, Vandœuvre-lès-Nancy) : 48° 38′ 50″ N, 6° 08′ 47″ E
  - Hôpital d'adultes
  - Hôpital d'enfants
  - Institut Louis-Mathieu
  - Bâtiment des spécialités médicales Philippe-Canton

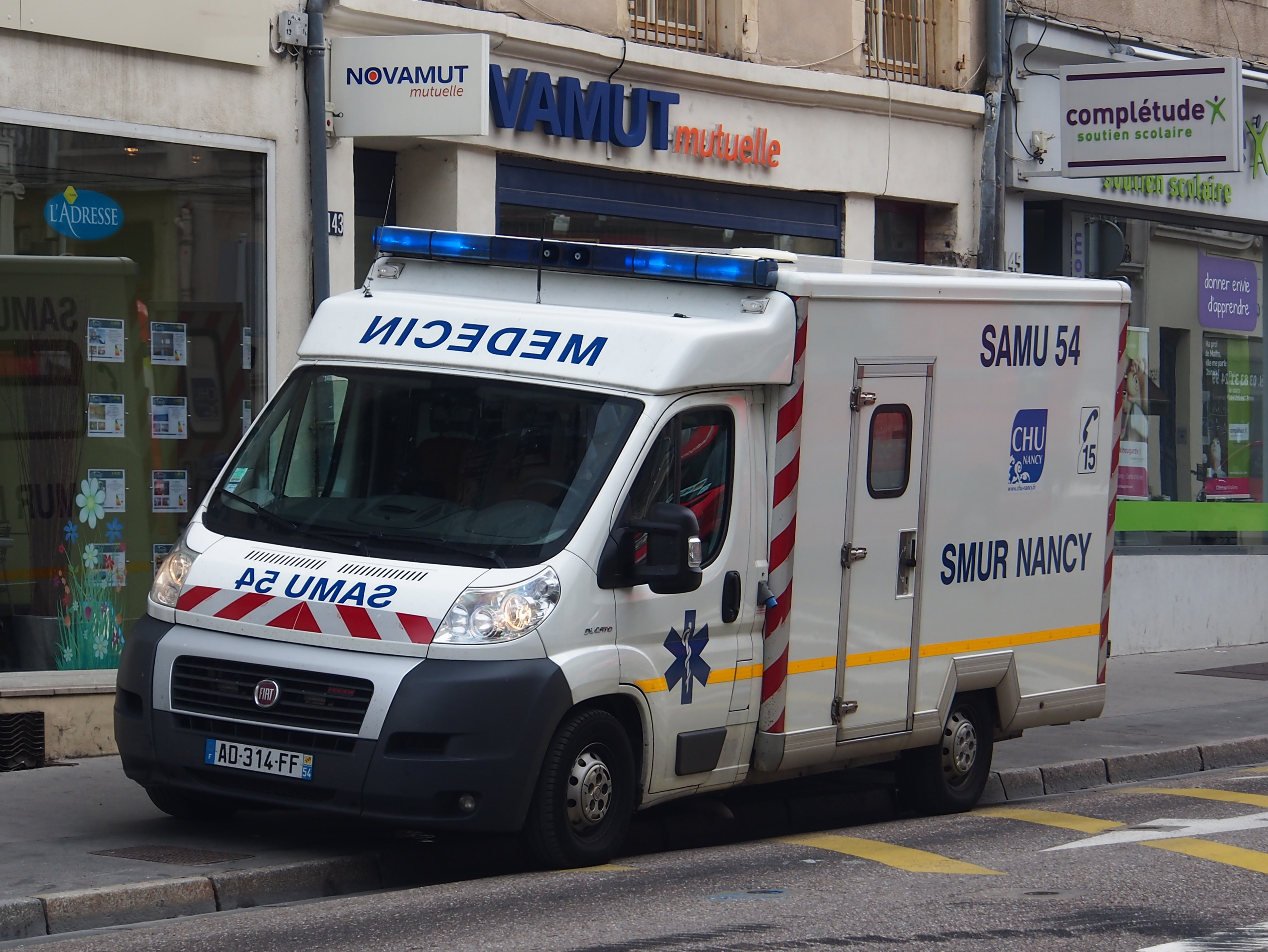
Fiat SAMU 54 du CHRU de Nancy

- Hôpital Saint-Julien 48° 41′ 12″ N, 6° 11′ 36″ E
- Centre Saint-Stanislas
- Centre Chirurgical Émile-Gallé

## Le Nouvel Hôpital de Nancy
À horizon 2030, le schéma directeur immobilier prévoit le regroupement des activités du CHRU de Nancy sur 2 sites :
- Brabois à la configuration organisationnelle et architecturale totalement repensée pour accueillir toutes les activités aiguës de médecine, chirurgie et obstétrique,
- Nancy centre-ville, avec un hôpital ambulatoire de proximité (consultations, soins dentaires, imagerie, prélèvement, prévention) intégré à un quartier santé.
Les équipes de l’établissement sont à pied d’œuvre pour mener à bien ce projet architectural et organisationnel ambitieux visant à améliorer le fonctionnement de l’hôpital, l’accueil des usagers, ainsi que les conditions d’exercice et de travail de ses professionnels.
Démolitions, constructions et transferts d’activités vont se succéder jusqu’en 2030 pour la mise en service du nouvel outil hospitalier attendu de tous. 

## Chirurgie par robot
Le CHRU de Nancy est doté de deux robots chirurgicaux, grâce auxquels sont réalisées des opérations en urologie, chirurgie digestive, chirurgie cardiaque, chirurgie endocrinienne, ORL. 
Ils ont permis notamment, début 2010, d'opérer une tumeur thoracique d'un enfant de 5 ans. 
Ils sont également utilisés pour réaliser des dons de rein. Ils offrent une cicatrisation plus rapide et une douleur post-opératoire atténuée au donneur. Le robot permet d’obtenir un greffon de grande qualité.

## Informations diverses
Chiffres de l'hôpital :
- 10 pôles de spécialités médicales ;
- 1 687 lits et places pour adultes et enfants[12] ;
- Environ 9 000 agents ;
- 16 pôles d'activités pour plus d'une cinquantaine de services de soins ;
- 50 blocs opératoires, 2 robots chirurgicaux ;
- 7 IRM (dont 3 IRM3 T) , 7 scanners, 12 laboratoires ;
- 3 TEP Scan ;
- 7 gamma-caméras ;
- 1 unité de thérapie cellulaire ;
- 1 unité de production culinaire fonctionnant en liaison froide ;.

Près de 553 000 patients sont pris en charge chaque année en hospitalisation complète ou de jour dans cet établissement.
Près de 3 000 naissances ont lieu à la maternité.
Près de 90 000 passages aux urgences enfants et adultes.
Le projet architectural du Pôle de Cardiologie a été accompagné par le Cabinet Ergonomie Conseil.

## Convention avec d'autres établissements de santé
En octobre 2012, une convention cadre officialise la coopération avec le Centre hospitalier Émile-Durkheim d'Épinal.